# Zhao Tingyang
Zhao Tingyang (chinesisch 赵汀阳, Pinyin Zhào Tīngyáng; * 1961 in Guangdong, China) ist ein chinesischer Philosoph.
Er erwarb Abschlüsse an der Chinesischen Volksuniversität und der Chinesischen Akademie der Sozialwissenschaften. An letzterer ist er als Professor am Institut für Philosophie tätig und darüber hinaus ist er Senior Fellow am Berggruen-Forschungsinstitut der Universität Peking. 2019 wurde er vom Nouveau Magazine littéraire zu einem der 35 einflussreichsten Denker der Welt gewählt.
Im deutschsprachigen Raum kontrovers diskutiert wurde unter anderem seine Revitalisierung des Tianxia-Begriffs und die einhergehende Menschenrechtskritik, was medial sowohl als Philosophie eines chinesischen Hegemonialanspruchs wie auch als Utopie bewertet wurde.

## Schriften
- On Possible Life. 1994
- One or All Problem. 1998
- The World without a World-view. 2003
- Tianxia. A Possible World of All-under-heaven System. 2005
  - Tianxia, tout sous un même ciel. L’ordre du monde dans le passé et pour le futur. Paris 2018, ISBN 978-2-204-12745-5.
  - Alles unter dem Himmel. Vergangenheit und Zukunft der Weltordnung. Berlin 2020, ISBN 978-3-518-29882-4.
- Investigations of the Bad World. Political Philosophy as First Philosophy. 2009
- First Philosophy. From cogito to facio. 2012